# Theodor Herzl
Theodor Herzl (hebrejski:בִּנְיָמִין זְאֵב הֵרצְ, jidiš:בנימין זאב הערצל, mađarski:Herzl Tivadar)  (Budimpešta, 2. svibnja 1860. - Edlach, 3. srpnja 1904.)   bio je mađarsko-austrijski Židov, pravnik, novinar, feljtonist i osnivač modernog političkog cionističkog pokreta.

## Životopis
Theodor Herzl rođen je u  Budimpešti kao dijete Jeanette i Jakoba Herzla. Sam je Jakob Herzl pak rođen u Zemunu u kojemu je živio njegov otac, Theodorov djed, Simon Leb. Uz Zemun se veže ime tamošnjega rabina Jehude ben Šlomo Haj Alkalaja koji je smatrao da se Židovi mogu spasiti samo povratkom u pradomovinu (Erec Israel) te se vjeruje da je utjecao na kasnije Herzlove ideje. Nakon završetka srednje škole seli se u Beč na studij prava koji završava 1884. godine. Tijekom studija intenzivno piše (preferira feljtone) i putuje te se po prvi put susreće s antisemitizmom (na samom sveučilištu). Rastući antisemitizam i suđenje kapetanu francuske vojske židovskoga podrijetla, Alfredu Dreyfusu, zbog navodne predaje tajnih dokumenata njemačkoj vojsci (Herzl je u to vrijeme izvještavao sa suđenja), dovodi do potpuna Herzlova preobražaja prezentiranog u programatskoj knjižici Der Judenstaat. Versuch einer modernen Lösung der Judenfrage (Židovska država. Pokušaj modernog rješenja židovskog pitanja). Knjižica je objavljena 1896. godine u nakladi od 3.000 primjeraka. U njoj Herzl analizira status Židova u Europi, kritizira asimilaciju jer smatra da zajedno s integracijom može potaknuti još snažniji antisemitizam, inzistira na brzom djelovanju i donošenju rješenja židovskog pitanja koje može biti riješeno osnivanjem židovske države te jedino zahtijeva “suverenitet nad komadom zemljine površine" ne precizirajući gdje bi on geografski bio smješten (premda na određeni način daje prednost  Palestini koja je tada bila u sastavu  Otomanskoga Carstva). Na taj se način po prvi put detaljno razrađuje cionistička ideja i ciljevi (što je pomak u odnosu na prethodne slične ideje). Odjek na Herzlovo djelo kretalo se od oduševljenja do osude, pri čemu su uglavnom prevladale negativne reakcije. Jedna od njih je otisnuta u knjižici Karla Krausa pod nazivom Kruna za Cion. Bio je to tek djelić atmosfere u kojoj su "ironija i zajedljivost sugrađana pratili Herzla gotovo na svakom koraku". Ipak, usprkos tome, imao je podršku studenata i, još važnije, svoga sugrađanina Marxa Nordaua, židovskoga liječnika i publicista s kojim će kasnije osnovati Svjetsku cionističku organizaciju.
U kolovozu 1897. godine Herzl u švicarskom Baselu saziva Prvi cionistički kongres na kojemu je osnovana Svjetska cionistička organizacija s ciljem ujedinjenja Židova u zajednički rad na stvaranju židovske države u Svetoj Zemlji. Herzl je izabran za prvoga predsjednika (za njegova će života biti održano još pet cionističkih kongresa), a u svome je dnevniku već u rujnu iste godine zabilježio kako su na njemu "postavljeni temelji moderne židovske države" i kako će se to vidjeti za pedeset godina. I doista, pola stoljeća kasnije proglašena je  Država Izrael (14. svibnja 1948.godine).
Herzl aktivno traži potporu velikih sila za ostvarenje ideje o židovskoj državi, susreće se sa svjetovnim i vjerskim poglavarima (njemačkim carem  Vilimom II., talijanskim kraljem  Viktorom Emanuelom III., bugarskim kraljem Ferdinandom I.,  papom Piom X.). Neuspjesi tih napora, odnosno izostanak potpore dovodi do sukoba unutar cionističkoga pokreta koji će se smanjivati usporedo s usponom  nacizma. 
Herzl je umro u donjoaustrijskom Edlachu 3. srpnja 1904. godine, a 1949. godine njegovi su posmrtni ostaci premješteni na jedno brdo u Jeruzalem nazvano  Brdo Herzl (hebr. Har Hertzel) na čijem se vrhu nalazi vojno groblje na kojemu su, između ostaloga, posljednje počivalište pronašli Hannah Szenes, Golda Meir, Yitzhak Rabin, Chaim Herzog i dr. Na mjestu predsjednika Svjetske cionističke organizacije nasljeđuje ga David Wolffsohn (izabran 1905. godine na Sedmom cionističkom kongresu). Godine 2004. Knesset donosi Herzlov zakon kojim se 10. ijara (odgovara travnju/svibnju) nacionalno obilježava sjećanje na život i rad Theodora Herzla.
Life Magazine proglasio je Herzla jednom od stotinu najutjecajnijih osoba 20. stoljeća.

## Vanjske poveznice
- Biografija (Jewish Virtual Library)
- Biografija (Jewish Zionist Education)  Arhivirana inačica izvorne stranice od 1. listopada 2006. (Wayback Machine)
- Foto galerija (Jewish Zionist Education)  Arhivirana inačica izvorne stranice od 16. prosinca 2004. (Wayback Machine)
- "Altneuland"
- Cionizam i stvaranje modernog Izraela
- Biografija Theodora Herzla
- The Herzl Law  Arhivirana inačica izvorne stranice od 3. travnja 2014. (Wayback Machine)